# Udea lampadias
Udea lampadias là một loài bướm đêm thuộc họ Crambidae. Nó là loài đặc hữu của Maui và Hawaii.